# سیارک ۲۱۲۲
سیارک ۲۱۲۲ (به انگلیسی: 2122 Pyatiletka، نامگذاری:1971XB) دو هزار و صد و بیست و دومین سیارک کشف شده‌است که در ۱۴ دسامبر ۱۹۷۱ کشف شد.
قدر مطلق سیارک برابر ۱۲٫۱۰ است.